# Понграц, Гергей
Гергей Понграц (венг. Pongrátz Gergely, в русском написании также Гергей Понгратц; 18 февраля 1932, Герла — 18 мая 2005, Кишкунмайша) — венгерский агроном и политический активист, один из командиров антикоммунистического Венгерского восстания 1956 года. Командовал повстанцами во время решающего боя за «Пассаж Корвина» в Будапеште 1—9 ноября 1956. После подавления восстания сумел скрыться и эмигрировать, проживал в Австрии, Испании, США. Состоял в руководстве венгерских эмигрантских организаций. В 1991 году вернулся в Венгрию. Выступил одним из основателей праворадикальной партии Йоббик.

## Биография

### Происхождение
Гергей Понграц родился в многодетной семье трансильванского армянина и польки, в городе Самошуйвар (Герла). Родился он под румынским флагом. Однако с самого детства Гергей воспитывался в духе венгерского национализма и антикоммунизма. В 1940 году отец Гергея возглавил городскую администрацию Самошуйвара. Согласно Венскому арбитражу, проведённому Германией и Италией 30 августа 1940 г., Румыния принуждена была вернуть Венгрии Северо-восточную Трансильванию. Восьмилетний Гергей был свидетелем торжественного вступления венгерских войск в Самошуйвар.

В 1944 году, перед вступлением в Самошуйвар румынских и советских войск, Понгратцы перебрались в венгерскую Матесальку, затем — в деревню Сороксар Пешт-Пилиш-Шольт-Кишкуна. Семья получила 13 акров земли и занялась сельским хозяйством. Гергей Понгратц получил соответствующее образование и работал агрономом. Он был крайне враждебно настроен к коммунистическому режиму Матьяша Ракоши. 
Я стал агрономом, и только ангелу-хранителю своему обязан я тем, что почти 12 лет прожил в коммунистической системе без тюрьмы.
 — писал он в 1982 году.

### Повстанческий командир
23 октября 1956 года началось Венгерское восстание. 24 октября на улицы Будапешта вышли десятки тысяч людей, требовавшие выхода Венгрии из Варшавского договора, вывода советских войск, роспуска органов госбезопасности и передачи власти советам трудящихся. Гергей Понгратц и четверо его братьев немедленно прибыли в Будапешт и присоединились к антикоммунистическим повстанцам. Они вступили в отряд Ласло Ивана Ковача, сгруппированный в торговом комплексе Пассаж Корвина (Corvin Köz), включавшем в себя сеть магазинов и кинотеатр). «Пассаж Корвина» обеспечивал контроль над столичным радио, армейскими казармами и над узлом основных транспортных магистралей. 26-летний военно-спортивный инструктор Ласло Ковач и 24-летний агроном Гергей Понгратц собрали здесь до 4 тысяч бойцов со стрелковым оружием, гранатами и коктейлями Молотова. Против них развернулась 33-я гвардейская механизированная дивизия советских войск, под командованием генерал-майора Геннадия Обатурова. Удобное положение «Корвина», узкие подходы и грамотно налаженная оборона позволили венграм отбить несколько танковых атак. При посредничестве венгерского генерал-майора, коммуниста Дьюлы Варади, генерал Обатуров 29 октября пошёл на переговоры с Ковачем. Ковач склонялся к компромиссу. Тогда 1 ноября он был отстранён от командования, которое принял решительно настроенный Гергей Понгратц. Под его руководством бои продолжались ещё восемь дней. Формально 4-тысячный отряд Понгратца подчинялся Палу Малетеру, но реально Понгратц самостоятельно определял политическую линию и военную тактику. Понгратц не признавал руководства Малетера, поскольку негативно относился к правительству коммуниста Имре Надя. Сражение за «Пассаж Корвина» окончательно завершилось 9 ноября. Повстанческие укрепления были одно за другим взяты советскими войсками (потерявшими 12 танков). Понгратц сумел уйти под артиллерийским огнём с несколькими сотнями бойцов. Городская герилья Усатого Понгратца продолжалась ещё несколько дней. После чего Гергей Понгратц сумел выбраться из окружения и покинуть Будапешт. В конце ноября ему удалось пересечь границу с Австрией. В Вене он вступил в эмигрантский Реввоенсовет.

### Политический эмигрант
В 1957 году Гергей Понграц уехал в США, работал на заводе в Чикаго. В 1959 году переехал в Испанию. Через 12 лет снова вернулся в США, работал в Нью-Джерси, Бостонe, Чикаго, даже на свиноферме в штате Аризона. В эмиграции Понграц активно участвовал в деятельности венгерских антикоммунистических организаций, был заместителем Белы Кирая в Ассоциации венгерских борцов за свободу. С 1982 года возглавлял Ассоциацию. В октябре 1967 году в Толедо Понграц участвовал в совместной памятной церемонии франкистских защитников Алькасара и будапештских повстанцев.

### Праворадикальный политик
Демонтаж коммунистического режима в Венгрии позволил Гергею Понгратцу возвратиться на родину в 1991 году. Он возглавлял несколько организаций ветеранов восстания 1956 года, состоял в руководстве Всемирной федерации венгров, основал музей революции. Правонационалистические и антикоммунистические взгляды Понгратца не претерпели сколько-нибудь существенных изменений со времён его молодости.
4 сентября 1993 года Гергей Понграц участвовал в церемонии перезахоронения адмирала Миклоша Хорти. В то же время он не был сторонником проведения торжественно-траурных церемоний, посвящённых Имре Надю и Палу Малетеру.
Осенью 1997 года Гергей Понгратц был одним из лидеров крестьянского протестного движения. 65-летний Понгратц принимал участие в столкновениях с полицией и получил травмы. В 2002 году он стал одним из учредителей ультраправой молодёжной ассоциации, на следующий год преобразованной в националистическую партию Йоббик.

Состояла она из националистически настроенных студентов Будапештского университета. А руководил ими Гергей Понграц, в 1956 г. с оружием в руках сражавшийся против советских войск… Выступая на учредительном съезде «Йоббика», этот пожилой седоусый человек прочувствованно говорил о том, что факел, выпавший из рук «героев 56-го года», теперь подхвачен молодым поколением.

### Кончина и память
Гергей Понгратц скончался от сердечного приступа в возрасте 73 лет. Был похоронен по армяно-католическому обряду[почему?]. «Большой потерей для Венгрии» назвал смерть Понгратца премьер-министр Ференц Дюрчань (представитель соцпартии, идейно-политический противник покойного).
В 1989 и 1992 годах в Будапеште были изданы мемуары Гергея Понгртаца «Пассаж Корвина 1956» (впервые книга увидела свет в 1982 году в Чикаго).
Именем Гергея Понгратца названа одна из национальных премий Венгрии.

## Семья
В сражении за «Пассаж Корвина» участвовали шестеро братьев Понгратц: Гергей, Эдён, Андраш, Эрнё, Кристоф, Балинт. Их сестра Марика, которой тогда было 12 лет, вела уличную разведку — сообщала по телефону номера наступающих танков.
Эдён Понгратц, старший брат Гергея Понграца, также эмигрировал в США, скончался 17 декабря 2009 года. Братья похоронены вместе в армяно-католической часовне.
Андраш Понграц, младший брат Гергея Понграца — активист партии Йоббик.
Гергей Понгратц был женат, имел двоих детей — сына и дочь, проживавших в США.